# Koningstiran
De koningstiran (Tyrannus tyrannus) is een zangvogel uit de familie van de tirannen (Tyrannidae). De wetenschappelijke naam van de soort werd als Lanius tyrannus in 1758 gepubliceerd door Carl Linnaeus.

## Kenmerken
Het verenkleed is aan de onderzijde wit en aan de bovenzijde grijs. De staartpunt van de lange staart is wit. De lichaamslengte bedraagt 20 cm.

## Leefwijze
In de zomer leeft deze vogel van insecten, in de winter doet hij zich tegoed aan vruchten. Deze vogel is territoriaal ingesteld en verdedigt zijn territorium zeer fel. Daarbij schroomt hij niet om andere vogels aan te vallen, door tijdens de vlucht op hun rug te landen.

## Voortplanting
Het schotelvormig nest wordt gebouwd van twijgen, in een boom of op een paal.

## Verspreiding en leefgebied
Deze vogel broedt in zuidelijk Canada en grote delen van de VS. Hij overwintert in Zuid-Amerika van Colombia tot noordelijk Argentinië. Meestal zit hij in opgerichte positie op kapvlaktes, boerderijen en grazig terrein met struikgewas, vaak dicht bij water.

## Status
De grootte van de populatie is in 2019 geschat op 26 miljoen volwassen vogels. Op de Rode lijst van de IUCN heeft deze soort de status niet bedreigd.